# 39 Кондуит-роуд
39 Кондуит-роуд (39 Conduit Road, 天匯) — 45-этажный гонконгский небоскрёб, расположенный в районе Мид-левелс. Построен в 2009 году в стиле модернизма (проект разработала архитектурная фирма DLN Architects & Engineers). Девелопером является компания Henderson Land. Престижный жилой комплекс включает 66 квартир, расположенных на 39 этажах, клуб-хаус с танцевальным залом, фитнес-центром и площадкой для занятий йогой, бассейн и 6-этажный паркинг. По состоянию на 2009 год в здании находились одни из самых дорогих апартаментов Гонконга и мира.

## История

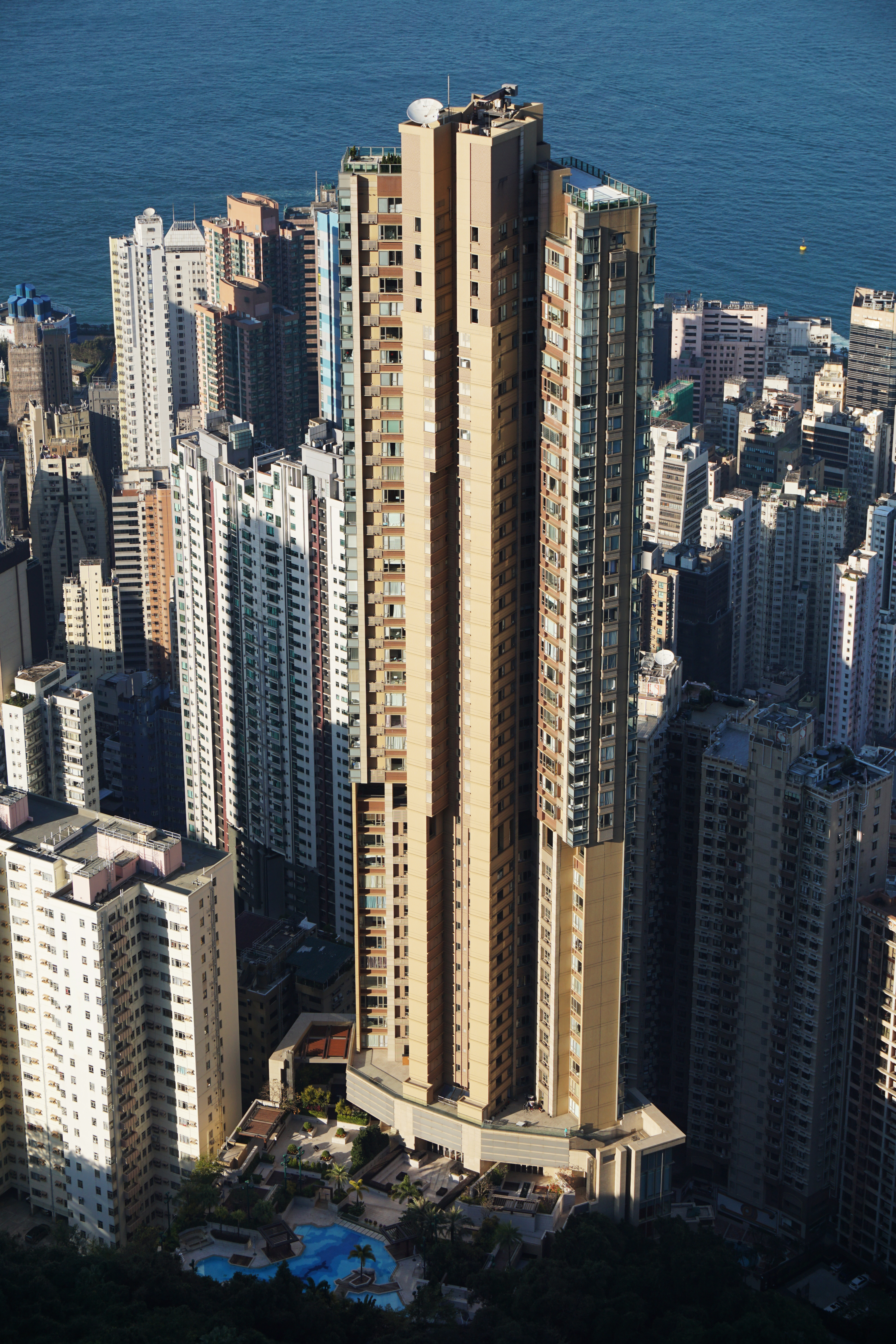
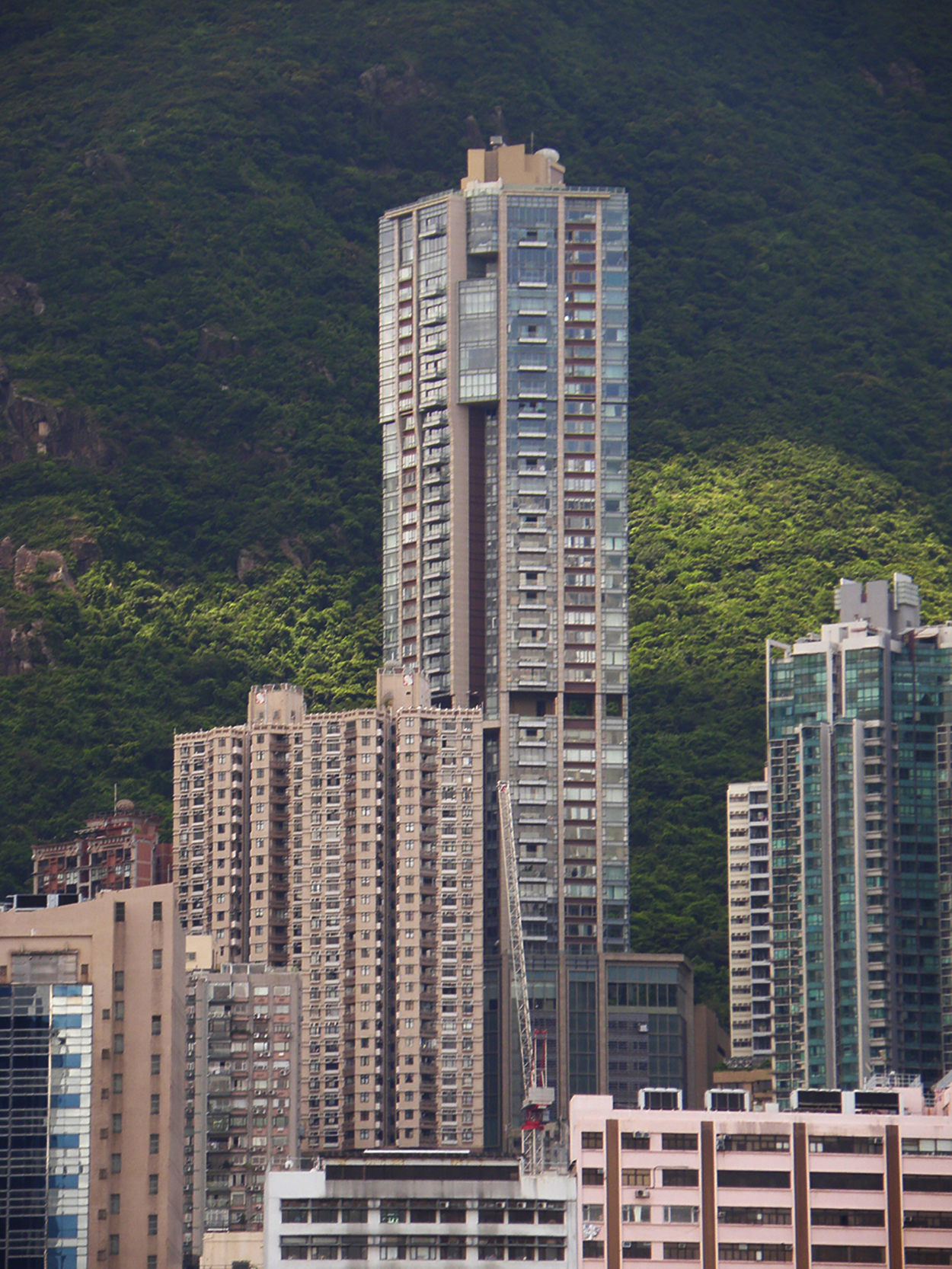
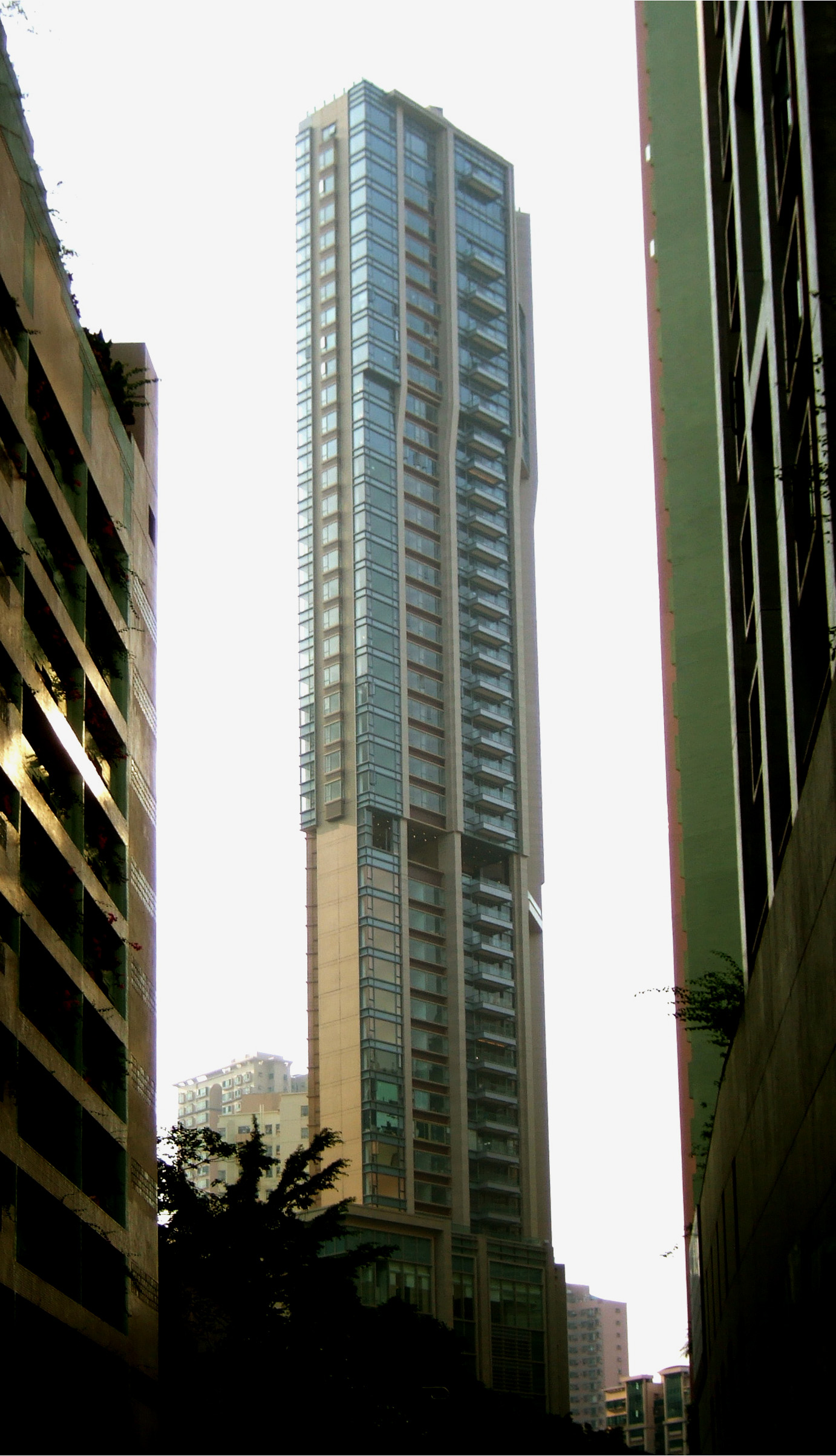

Ранее на этом месте находился 11-этажный жилой дом «Роки-Маунт», законченный в 1965 году. В 1990-х годах квартиры в доме начал скупать миллиардер Ли Шауки (последние квартиры были приобретены по цене, намного превышающей рыночную стоимость). К середине 2000-х старый дом был снесён, после чего началось возведение новой башни. 
После продаж самых дорогих квартир в истории города, Henderson Land был обвинён в некорректных маркетинговых ходах. В частности, девелоперу ставили в вину нечестную нумерацию этажей (двухуровневые квартиры были посчитаны как отдельные этажи, в результате чего получились сверхпопулярные у китайцев счастливые цифры «68» и «88», означающие удачу и богатство).

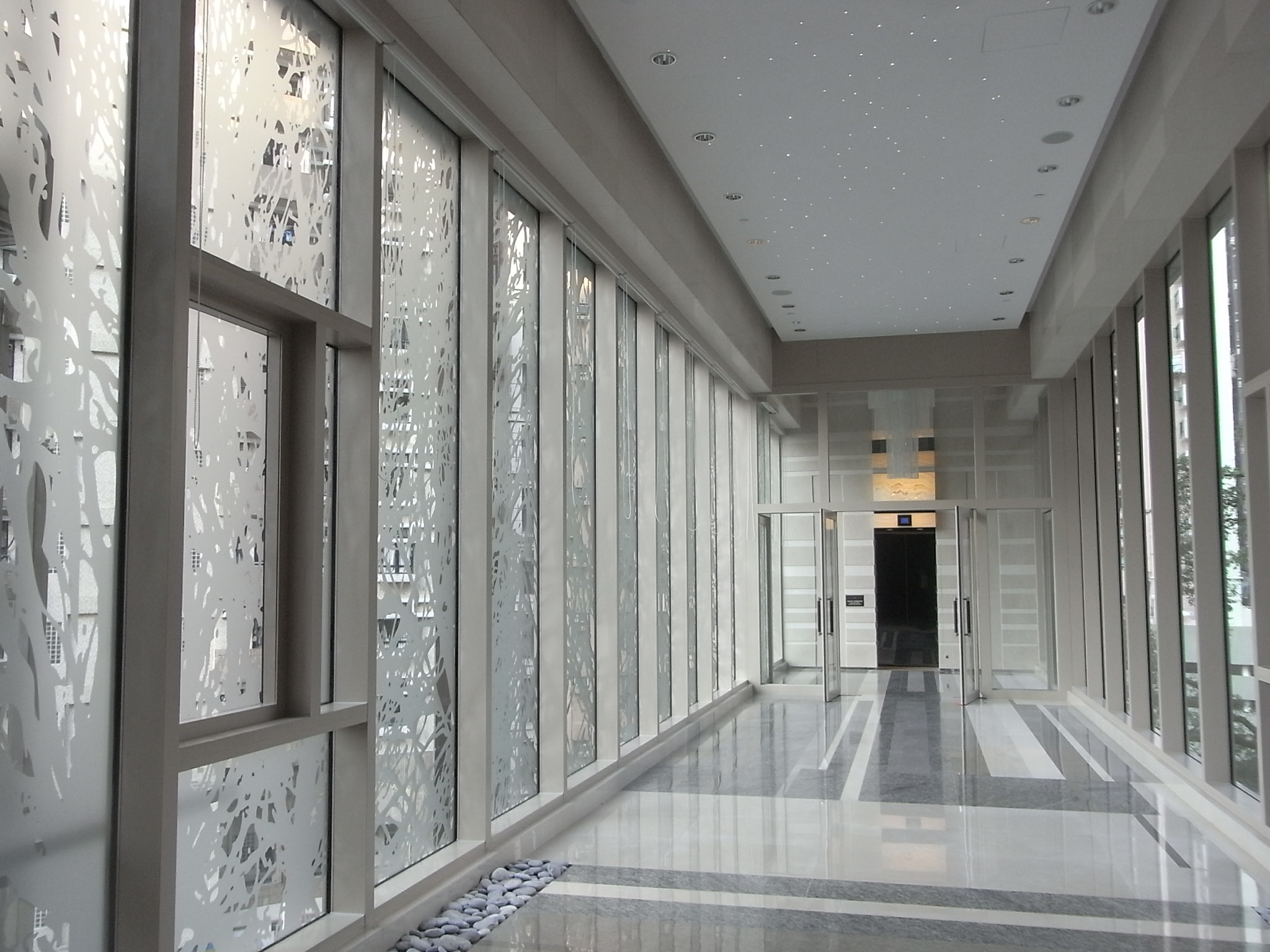
Переход к лифту
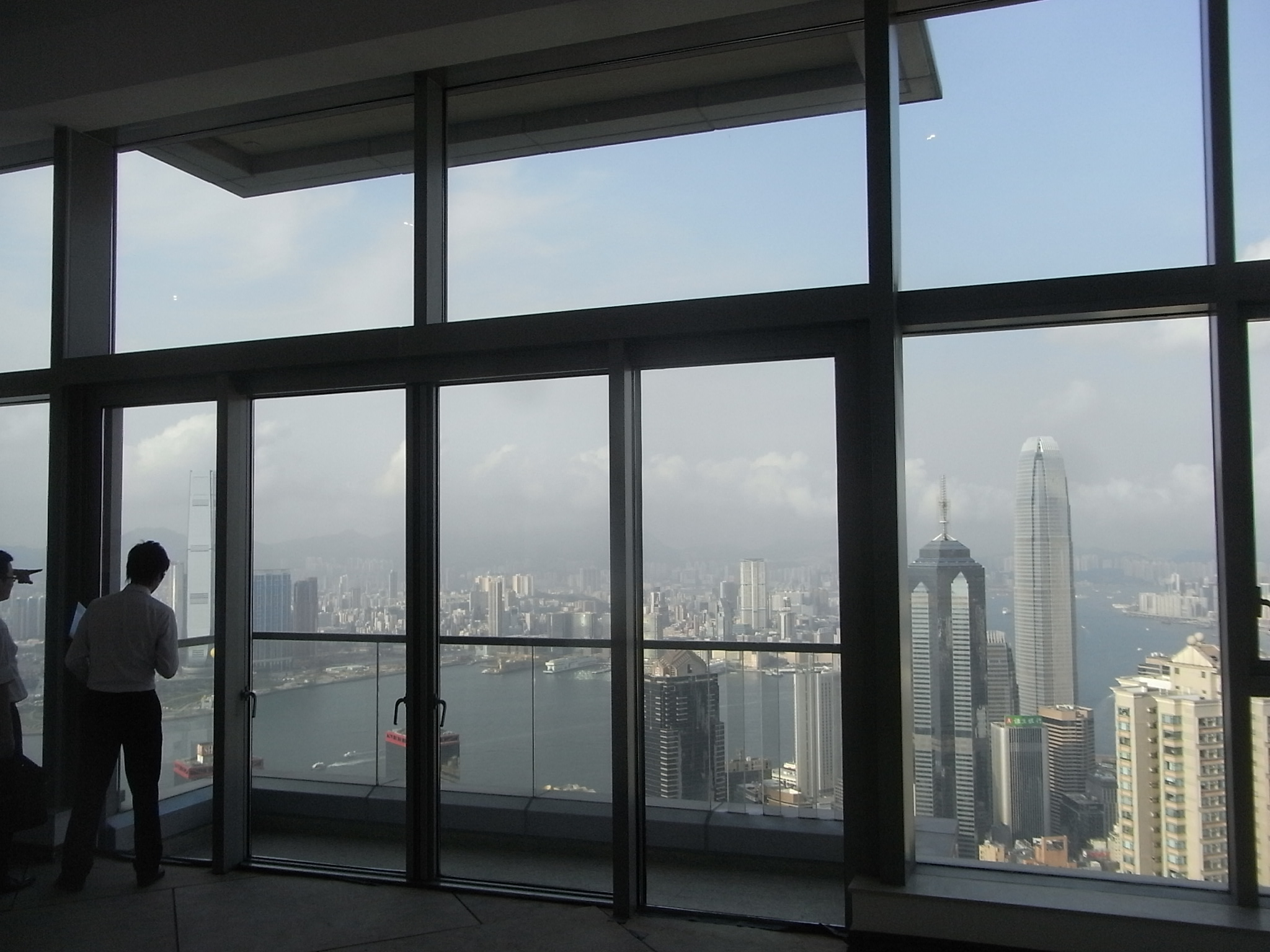
Панорамные окна
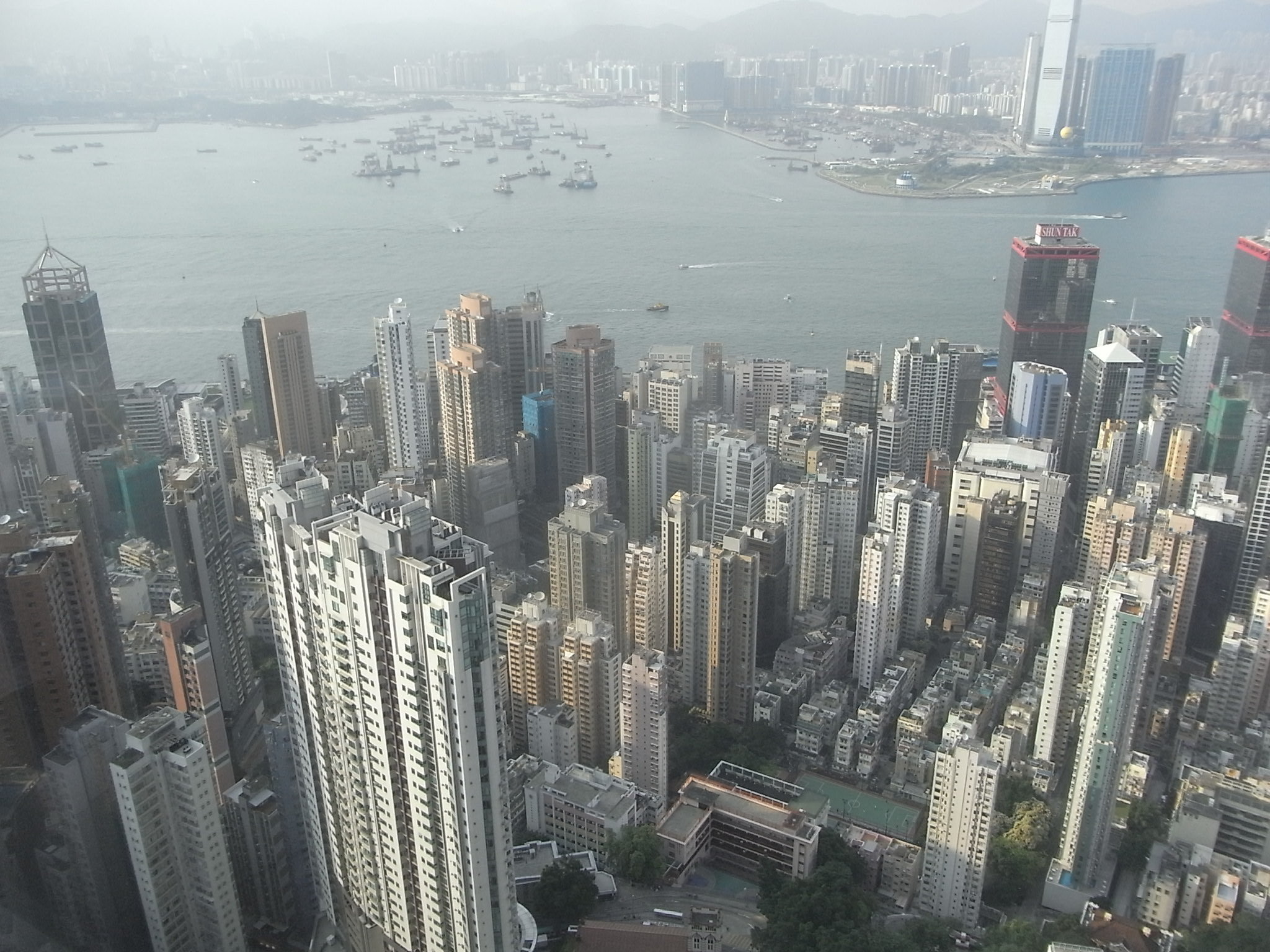
Вид из окна